# جاستن سكوت
جاستن سكوت (بالإنجليزية: Justin Scott)‏ (20 يوليو 1944، مانهاتن في الولايات المتحدة)؛ كاتب وروائي أمريكي.

## روابط خارجية
- جاستن سكوت على موقع IMDb (الإنجليزية)